# Radka Rosická
Radka Rosická, roz. Kocurová (* 20. dubna 1981 Havířov) je česká moderátorka, bývalá modelka a II. vicemiss České republiky pro rok 2002.

## Osobní život
Pochází z Karviné, kde také navštěvovala základní školu. V letech 1997–2001 studovala na soukromé Obchodní a bankovní akademii v Karviné. Ovládá anglický jazyk a rozumí polskému jazyku (část její rodiny žije v Polsku, v dětství sledovala Polskou televizi). Její matka pracuje v mateřské škole.[zdroj?]
Do roku 2013 pracovala v televizní stanici TV Nova, kde uváděla předpověď počasí, od roku 2020 moderuje sportovní zprávy na nové zpravodajské stanici CNN Prima News.[zdroj?]
Jejím partnerem je od roku 2002 český fotbalista Tomáš Rosický, se kterým se poznala při společném focení jedné sportovní značky. Střídavě žije v Praze a v Londýně.[zdroj?]
V září 2011 potratila na konci pátého měsíce jejích první společné miminko. V roce 2012 znovu otěhotněla a 25. června 2013 se jim narodil syn Tomáš v porodnici v pražském Podolí. V roce 2014 se za Rosického provdala.[zdroj?]

## Soutěže Miss
V roce 1998 se zúčastnila soutěže Miss Reneta a stala se I. vicemiss'.' V roce 2002 se zúčastnila české soutěže krásy Miss České republiky a stala se II. vicemiss. Tato soutěž ji nominovala na reprezentaci České republiky na mezinárodní soutěž krásy Miss Europe pro rok 2002, kde se ale neumístila. V roce 2011 ukončila modelingovou kariéru.